# Blood On The Dance Floor X Dangerous (The White Panda Mash-Up)
Blood On The Dance Floor X Dangerous (The White Panda Mash-Up) è un singolo del cantante statunitense Michael Jackson, pubblicato il 6 settembre 2017 come unico estratto dall'album di raccolta postumo Scream.

## Descrizione
Il singolo, pubblicato su tutte le piattaforme musicali, è un mash-up a cura del DJ The White Panda dei brani di Jackson Blood on the Dance Floor, Leave Me Alone, Dangerous, Is It Scary e This Place Hotel, quest'ultimo pubblicato coi The Jacksons.
Il 6 settembre 2017, per promuovere l'album Scream, un album raccolta postumo di Jackson a tema Halloween, il mash-up è stato presentato in anteprima mondiale come singolo di lancio della raccolta su Shazam, dove era possibile ascoltarlo “shazammando” qualsiasi canzone di Michael Jackson. Lo stesso giorno è stato reso acquistabile, solo digitalmente e solo tramite il pre-order dell'album Scream, su iTunes, Spotify, Amazon Music e sul sito web ufficiale di Michael Jackson.
Non essendo stato reso acquistabile singolarmente e non essendo stato pubblicato un singolo fisico, la canzone non è apparsa nella maggior parte delle classifiche musicali nel 2017. Il brano ha raggiunto la numero 41 della classifica Billboard Dance Club Songs il 10 febbraio 2018 ed è diventata la venticinquesima canzone di Jackson ad entrare in tale classifica.

## Classifica
| Classifica (2018)              | Posizione massima |
| ------------------------------ | ----------------- |
| Stati Uniti (Dance Club Songs) | 41                |